# Maryam Yusuf Jamal
Maryam Yusuf Jamal (amhàric: ማሪያም፡ ዩሱፍ፡ ጃማል; àrab: مريم يوسف جمال, Maryam Yūsuf Jamāl) (Zenebech Tola, Etiòpia, 16 de setembre de 1984) és una corredora de mitjana distància de Bahrain. És la primera atleta de Bahrain que ha guanyat una medalla olímpica, la medalla de bronze en la carrera dels 1.500 metres llisos femenins, als Jocs Olímpics de 2012, a Londres.
Va néixer a Etiòpia. El 2005 va ser la seva primera temporada completa. Va guanyar el rècord nacional i va córrer el 3.000 m més ràpid de l'any, amb un temps de 8:28.87, en una carrera a Oslo. Jamal és dues vegades campiona del món en 1.500 m, després d'haver guanyat en els Campionats Mundials d'Atletisme de 2007 i 2009.
Va representar a Bahrain als Jocs Olímpics de 2008 a Pequín, acabant cinquena en la final de 1.500 m. Jamal també ha tingut molt èxit en les competicions regionals: ha guanyat dues medalles d'or als Jocs Asiàtics de 2006, a més dels Campionats d'Àsia de Cross Country, tant el 2007 com el 2009.